# 센텀북대로
센텀북대로는 부산광역시 수영구 망미동 좌수영교 교차로와 해운대구 재송동 센텀고등학교 북쪽을 잇는 부산광역시의 도로이다. 전 구간 부산광역시도 제38호선으로 지정되어 있다.

## 연혁
- 2007년 6월 13일 : 부산광역시도 제38호선 신설[1]
- 2010년 4월 7일 : 2개 이상 구·군에 걸쳐 있는 도로로 센텀북로를 고시[2]
- 2012년 11월 28일 : 노선명을 '센텀북대로'로 수정하고 기점, 종점, 연장 변경[3]

## 주요 경유지
부산광역시
- 수영구 - 해운대구

## 노선
- 부산광역시
  - 수영구 좌수영교 교차로 - 좌수영교
  - 해운대구 좌수영교 - (좌수영교 동단) - 포스코앞 교차로 - (부산광역시도 제40호선 해운대로와 교차)

## 주요 건물 및 시설
- 센텀중학교 (부산광역시 해운대구 센텀북대로 32)